# Mograne
Mograne è una città del Marocco, nella provincia di Kénitra, nella regione di Rabat-Salé-Kenitra.
La città è anche conosciuta come  El Mograne, El Moghrane, Morhrane, El Morhrane e Morhane.